# شاهو نصرتی
شاهو نصرتی (زادهٔ ‎۲۶ دی ۱۳۶۷) بازیکن هندبال اهل ایران است. او هم‌اکنون در تیم باشگاه هندبال بوزائو رومانی بازی می‌کند. وی سابقه عضویت در تیم‌های استوا بخارست لخویای قطر، اهلی سداب عمان سنگ آهن بافق و مس کرمان را در کارنامه دارد.